# A Nagy Apály napja
A Nagy Apály napja (Low Tidings) a Nyomi szerencsétlen utazásai című rajzfilmsorozat 32. része (a 2. évad 12. epizódja). Elsőként 2010. július 25-én sugározták az Egyesült Államokban. Magyarországon a rész a karácsonyi Cartoon Toon Toonban a Cartoon Networkön került bemutatásra 2010. december 24-én 13.55-kor. Az epizód főcíme egyedi, és nem hasonlít a többi rész egységes főcíméhez.

## Cselekmény
|  | Alább a cselekmény részletei következnek! |

A Nagy Apály ünnepén, amely a Karácsony, Szélvész módra, a tenger kiszárad Szélvész-kikötő körül, és havazni kezd, Lufi el szokott menni egy kis időre Bütyök kapitánnyal és Nyomival, majd a dagály idején visszatérnek. De azon évben, melyben a rész játszódik, Nyomi szeretne Szélvészben maradni, hogy láthassa végre életében először ezt a nagy ünnepet. Lufi otthagyja tehát a kikötőben Nyomit és Bütyköt is, aki inkább menne Lufival, mert nem szereti a Nagy Apályt. Ennek oka, hogy gyerekkorában, amiért rosszul viselkedett, nem kapott Poszeidóntól ajándékot és zsákba dugták a habfiúk. Menedéket keres, mert nem akar újra zsákba kerülni. Szélvész tele van búvóhelyekkel, de sajnos Bütyöknek már nem jut, mert a sok rosszul viselkedett ember elfoglalja az összeset, többek között Lady Pénzeszsák és Csúszós Pete. Nyominak támad egy ötlete, miszerint egyszerűbb lenne Bütyöknek jónak lenni. Bütyök ebbe belemegy, és megpróbál jót cselekedni. Nyomival elmegy a színházba, ahol két gyerek hiányzik a karácsonyi színdarabból, ezért Ms. Leading tanárnő felfogadja őket helyettesítőnek. Bütyök a gonosz szerepét kapja, így a közönség megharagszik rá. Bütyök elmenekül a dühös nézők elől. Később kiderül, hogy gyerekkorában Bütyök csizmája kilyukadt, és ezért nem kapott ajándékot. Nyomi lemegy a kiszáradt tengerfenékre, hogy megkeresse Bütyök régi ajándékát. Összeszed egy csomó tárgyat, de nem tudja, melyik lehet a kapitányé. Poszeidón és a gyerekei ott játszanak a közelgő vízfalnál. Poszeidón már haza akar menni, de a gyerekek kérlelik, hogy apjuk tartsa vissza a vízfalat. Miközben Poszeidón így késlelteti a dagályt, Lufi megjön a szokott időben, de hirtelen a kiszáradt mederben találja magát. Bütyök a habfiúk elől megpróbál felmászni a vízfalon. A lábával közben vizet csöpögtet Lufira, aki így megmenekül a kiszáradástól. A habfiúk belátják, hogy a kapitány jót cselekedett, de mégis zsákba akarják dugni, mert mint mondták csak öt perce jó ember. Ekkor megtörténik a Nagy Apály napi csoda… A búvóhelyeket elfoglaló rossz szélvészi lakosok előjönnek, és ők akarják megleckéztetni a habfiúkat. Poszeidón ekkor lép közbe, és kijelenti, hogy ezentúl a rosszak is kapnak ajándékot, amit a télapó ruhába öltözött Mentacukor Larry fog kiosztani a zsákban. A kisebb ajándékok azonban továbbra is a csizmákban lesznek.
|  | Itt a vége a cselekmény részletezésének! |